# Gilquinia
Gilquinia är ett släkte av plattmaskar som beskrevs av Jules Guiart 1927. Gilquinia ingår i familjen Gilquiniidae.
Släktet innehåller bara arten Gilquinia squali.